# Proxi
Pour l’article ayant un titre homophone, voir Proxy.
Proxi est une enseigne française de magasins de proximité.
Elle appartient à la société Carrefour pour avoir déposé cette marque le 1er août 1989 à l'Institut national de la propriété industrielle (INPI) sous le numéro 1544735.

## Le concept Proxi

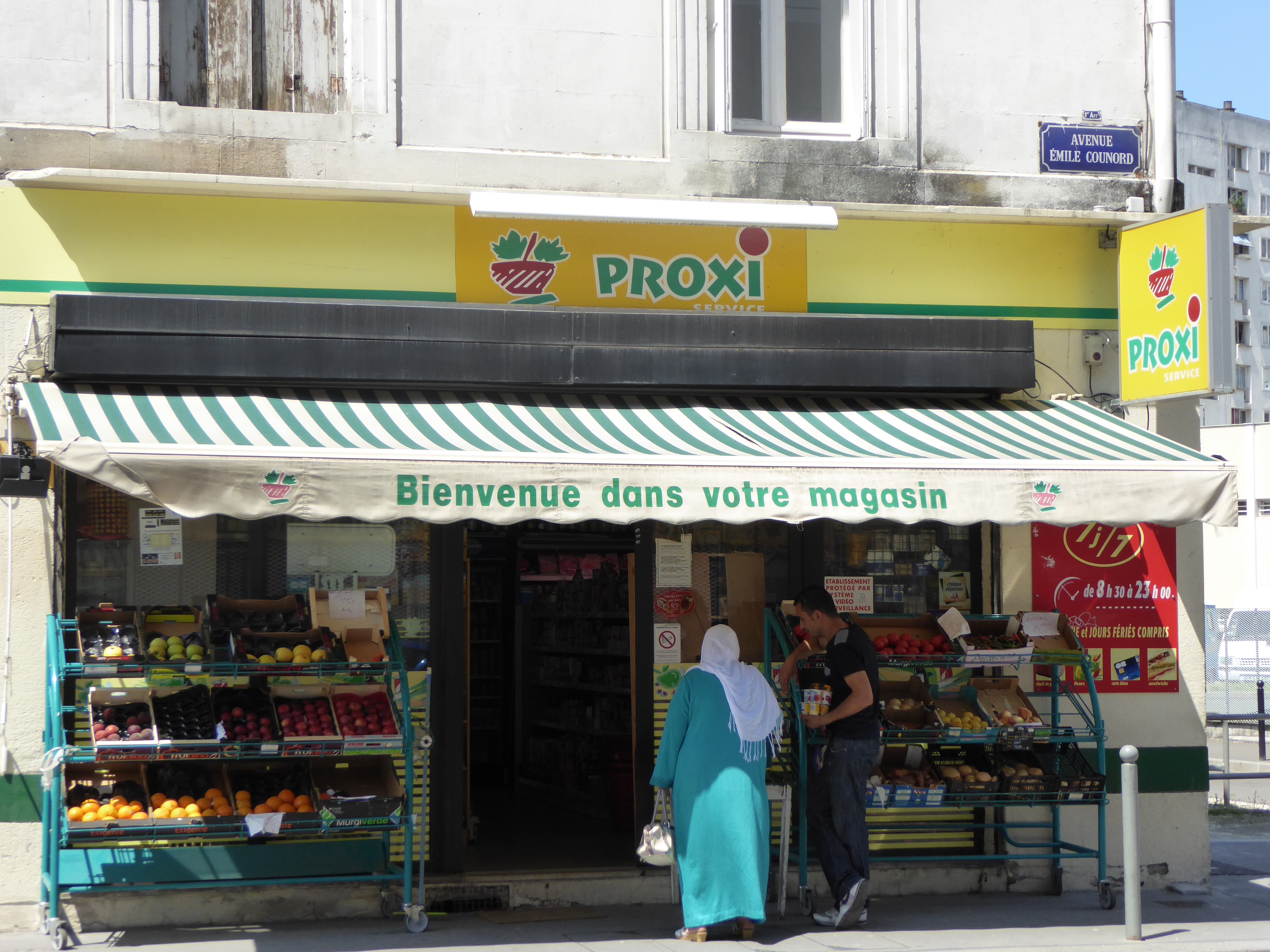
Magasin Proxi à Bordeaux (juillet 2014).

Développée en concession d'enseigne, la marque se donne la mission de dynamiser le milieu rural en s'implantant dans ces zones.

## Les Magasins

### Nombre d'implantations, surface de vente
En juillet 2014, l'enseigne compte 380 unités en France sur une surface comprise entre 60 m2 et 250 m2. Il existe des magasins à plus grande surface, sous le nom de Proxi Super.
Les magasins sont agencés de façon identique à la méthode commune à toutes les enseignes FPC (Filière Proximité Carrefour).
Pour comparaison l'enseigne comptait, au 31 décembre 2001, 1 310 points de vente dont le chiffre d'affaires moyen par an est de 0,2 à 0,6 million d'euros, ce qui fait 200 points de vente ouvert en 7 ans.

### Horaires
Les magasins sont généralement ouverts de 7 h à 20 h voire plus et également suivant le cas le dimanche matin.

### Produits marques de distributeur
Dans ces magasins, on trouve les produits marques de distributeur belle france, des produits Grand Jury mais également la gamme de produits Reflets de France et de la marque Carrefour.

## Programme de fidélité, communication et action sociale
L'offre commerciale reste commune a l'ensemble des enseignes FPC (distributions des produits Grand Jury et Reflets de France).
Le « clin d’œil Proxi » au cœur de cette communication illustre un lieu convivial et l'idée d’un achat malin où l'on gagne en efficacité et en services.
Selon FPC : les enseignes sont proches de leurs clients, en effectuant des partenariats locaux.

## Centrale d'achat

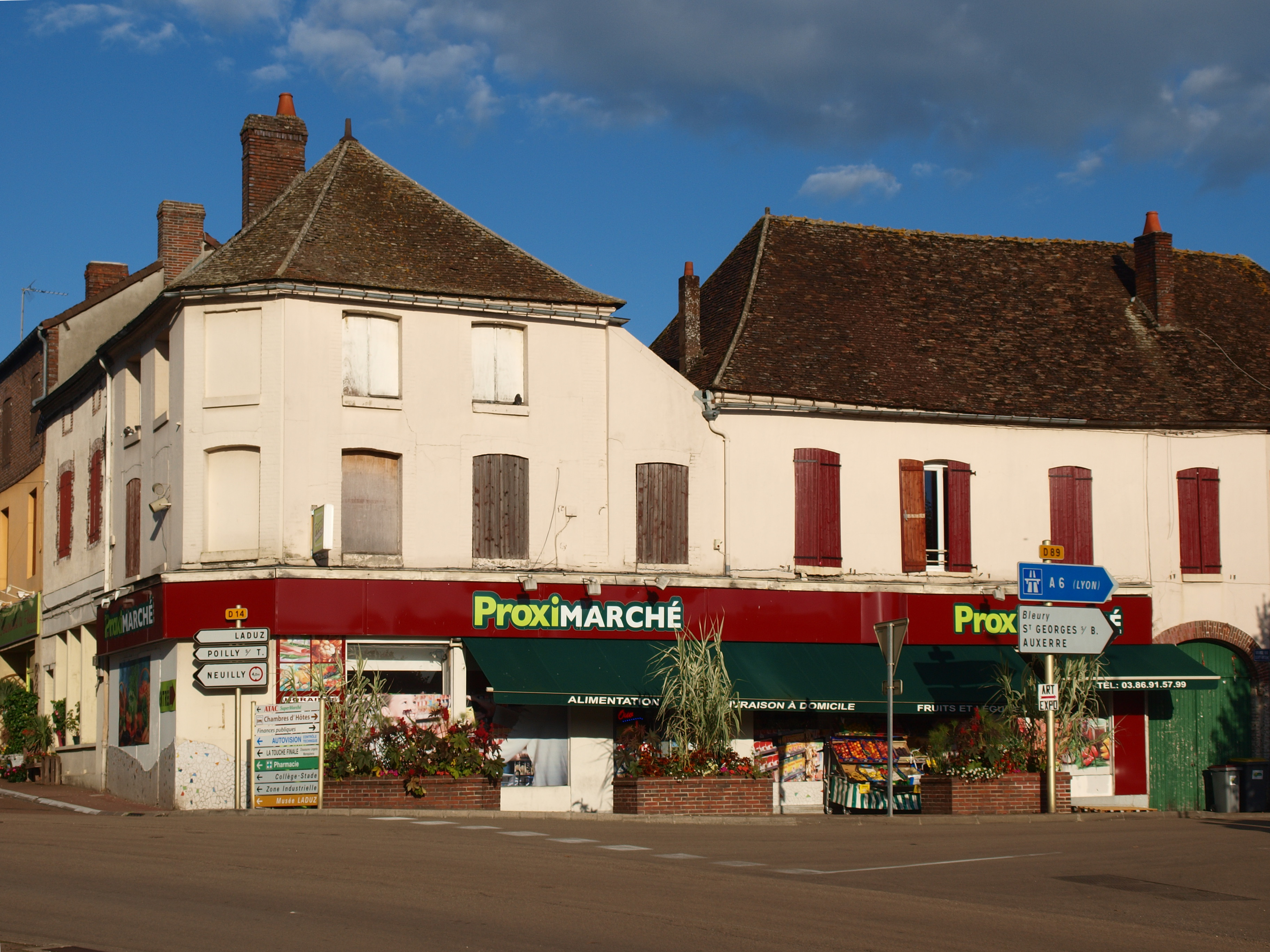
Magasin Proxi à Aillant-sur-Tholon (Yonne).

Les magasins sont approvisionnés par les centrales de Prodim, dont la principale se trouve dans le Parc d'activités de Courtabœuf aux Ulis.